# Højer Kommune
Højer Kommune (deutsch: Hoyer) war eine Kommune im Südwesten von Sønderjyllands Amt (Nordschleswig) in Dänemark. Sie entstand 1970 durch Zusammenschluss von Fleckens- und Landgemeinde Højer und den Gemeinden Daler, Emmerlev und Hjerpsted sowie der Gemarkung Gjerrup (Gærup) aus der Gemeinde Visby. 2007 ging sie komplett in der neuen Tønder Kommune auf.
Die Großkommune Højer umfasste 116,8 km² und 2900 Einwohner. Auf den Flecken entfielen dabei 1700 Einwohner, weitere 400 wohnten im Landkirchspiel Højer, die übrigen in den Nachbarkirchspielen Hjerpsted, Emmerlev und Daler. Das Landkirchspiel umfasste 29 km², der Flecken Højer 9,5 km².